# Стрільба на літніх Олімпійських іграх 2016 — трап (жінки)
Змагання зі стендової стрільби в дисципліні трап серед жінок на літніх Олімпійських іграх 2016 року пройшли 7 серпня на Національному стрілецькому центрі Ріо. У змаганнях взяла участь 21 спортсменка.

## Розклад змагань
Час місцевий (UTC−3)
| Дата     | Час         | Раунд           |
| -------- | ----------- | --------------- |
| 7 серпня | 09:00–13:00 | Кваліфікація    |
| 7 серпня | 15:00–16:00 | Фінальний раунд |

## Призери
| Золото               | Срібло            | Бронза             |
| Кетрін Скіннер (AUS) | Наталі Руні (NZL) | Корі Коґделл (USA) |

## Зміни у форматі
В січні 2013 року Міжнародна федерація спортивної стрільби прийняла нові правила проведення змагань на 2013—2016 роки, які, зокрема, змінили порядок проведення фіналів. Спортсменки, що пройшли до фіналу, тепер розпочинають вирішальний раунд без очок, набраних у кваліфікації. У стендовій стрільбі з'явився півфінальний раунд, за підсумками якого дві стрільчині, які показали найкращий результат, виходять до фіналу, де визначають володарку золотої медалі. За бронзову медаль продовжують боротьбу учасниці, які показали за підсумками півфіналу третій і четвертий результат.

## Змагання

### Кваліфікація
У кваліфікаційних змаганнях учасниці виконують 5 серій по 25 пострілів. В півфінал проходять 6 спортсменок, які показали найкращий результат.
| Місце | Спортсменка         | Країна                  | 1  | 2  | 3  | Тай-брейк | Total | Нотатки |
| ----- | ------------------- | ----------------------- | -- | -- | -- | --------- | ----- | ------- |
| 1     | Летіша Сканлан      | Австралія (AUS)         | 22 | 25 | 23 |           | 70    | Q       |
| 2     | Джессіка Россі      | Італія (ITA)            | 24 | 21 | 24 |           | 69    | Q       |
| 3     | Фатіма Галвес       | Іспанія (ESP)           | 24 | 22 | 23 |           | 69    | Q       |
| 4     | Наталі Руні         | Нова Зеландія (NZL)     | 24 | 23 | 21 |           | 68    | Q       |
| 5     | Корі Коґделл        | США (USA)               | 22 | 23 | 22 |           | 68    | Q       |
| 6     | Кетрін Скіннер      | Австралія (AUS)         | 22 | 21 | 24 | +2        | 67    | Q       |
| 7     | Синтія Меєр         | Канада (CAN)            | 21 | 23 | 23 | +1        | 67    |         |
| 8     | Марія Дмитрієнко    | Казахстан (KAZ)         | 24 | 20 | 22 |           | 66    |         |
| 9     | Гебі Аренс          | Намібія (NAM)           | 23 | 22 | 21 |           | 66    |         |
| 10    | Сату Мякеля-Нуммела | Фінляндія (FIN)         | 22 | 24 | 20 |           | 66    |         |
| 11    | Катерина Рабая      | Росія (RUS)             | 22 | 20 | 23 |           | 65    |         |
| 12    | Пак Йон Хі          | Північна Корея (PRK)    | 23 | 20 | 22 |           | 65    |         |
| 13    | Аріанна Періллі     | Сан-Марино (SMR)        | 21 | 23 | 21 |           | 65    |         |
| 14    | Рей Бассіл          | Ліван (LIB)             | 23 | 22 | 20 |           | 65    |         |
| 15    | Чень Фан            | Китай (CHN)             | 23 | 21 | 20 |           | 64    |         |
| 16    | Алессандра Періллі  | Сан-Марино (SMR)        | 22 | 22 | 19 |           | 63    |         |
| 17    | Лінь Іцзюнь         | Китайський Тайбей (TPE) | 22 | 20 | 20 |           | 62    |         |
| 18    | Тетяна Барсук       | Росія (RUS)             | 21 | 22 | 19 |           | 62    |         |
| 19    | Яна Бекманн         | Німеччина (GER)         | 20 | 20 | 21 |           | 61    |         |
| 20    | Юкіє Накаяма        | Японія (JPN)            | 19 | 22 | 20 |           | 61    |         |
| 21    | Жаніс Тейшейра      | Бразилія (BRA)          | 22 | 21 | 17 |           | 60    |         |

### Півфінал
У півфіналі стрільчині виконують по 15 пострілів. У фінал проходять 2 спортсменки, які показали найкращий результат.
| Місце | Спортсменка    | Країна              | Total | Тай-брейк | Нотатки        |
| ----- | -------------- | ------------------- | ----- | --------- | -------------- |
| 1     | Кетрін Скіннер | Австралія (AUS)     | 14    |           | Матч за золото |
| 2     | Наталі Руні    | Нова Зеландія (NZL) | 13    | +1        | Матч за золото |
| 3     | Корі Коґделл   | США (USA)           | 13    | +0        | Матч за бронзу |
| 4     | Фатіма Галвес  | Іспанія (ESP)       | 12    |           | Матч за бронзу |
| 5     | Летіша Сканлан | Австралія (AUS)     | 10    |           |                |
| 6     | Джессіка Россі | Італія (ITA)        | 10    |           |                |

### Матч за третє місце
| Місце | Спортсменка   | Країна        | Постріли   | Постріли   | Постріли   | Постріли   | Постріли   | Постріли   | Постріли   | Постріли   | Постріли   | Постріли   | Постріли   | Постріли   | Постріли   | Постріли   | Постріли   | Загалом | Пере- стрілка |
| Місце | Спортсменка   | Країна        | 1          | 2          | 3          | 4          | 5          | 6          | 7          | 8          | 9          | 10         | 11         | 12         | 13         | 14         | 15         | Загалом | Пере- стрілка |
| ----- | ------------- | ------------- | ---------- | ---------- | ---------- | ---------- | ---------- | ---------- | ---------- | ---------- | ---------- | ---------- | ---------- | ---------- | ---------- | ---------- | ---------- | ------- | ------------- |
| 3     | Корі Коґделл  | США (USA)     | Green tick | Green tick | Green tick | Green tick | Ні         | Green tick | Green tick | Green tick | Green tick | Green tick | Green tick | Green tick | Ні         | Green tick | Green tick | 13      | 1             |
| 4     | Фатіма Галвес | Іспанія (ESP) | Green tick | Green tick | Ні         | Green tick | Green tick | Green tick | Green tick | Green tick | Green tick | Green tick | Green tick | Green tick | Green tick | Ні         | Green tick | 13      | 0             |

### Фінал
| Місце | Спортсменка    | Країна              | Постріли   | Постріли   | Постріли   | Постріли   | Постріли   | Постріли   | Постріли   | Постріли   | Постріли   | Постріли   | Постріли   | Постріли | Постріли   | Постріли   | Постріли   | Загалом | Пере- стрілка |
| Місце | Спортсменка    | Країна              | 1          | 2          | 3          | 4          | 5          | 6          | 7          | 8          | 9          | 10         | 11         | 12       | 13         | 14         | 15         | Загалом | Пере- стрілка |
| ----- | -------------- | ------------------- | ---------- | ---------- | ---------- | ---------- | ---------- | ---------- | ---------- | ---------- | ---------- | ---------- | ---------- | -------- | ---------- | ---------- | ---------- | ------- | ------------- |
| 1     | Кетрін Скіннер | Австралія (AUS)     | Ні         | Green tick | Green tick | Ні         | Green tick | Green tick | Green tick | Green tick | Green tick | Green tick | Green tick | Ні       | Green tick | Green tick | Green tick | 12      |               |
| 2     | Наталі Руні    | Нова Зеландія (NZL) | Green tick | Green tick | Green tick | Green tick | Green tick | Ні         | Ні         | Green tick | Green tick | Green tick | Ні         | Ні       | Green tick | Green tick | Green tick | 11      |               |